# Mount Union (Iowa)
Mount Union è un comune degli Stati Uniti d'America, situato nello Stato dell'Iowa, nella contea di Henry.